# Superliga 2014/15 (Türkei)
Die Saison 2014/15 war die 22. Spielzeit der Superliga, der höchsten türkischen Eishockeyspielklasse. Meister wurde zum ersten Mal in der Vereinsgeschichte der Zeytinburnu Belediyesi SK, während der İzmir Büyükşehir Belediyesi SK den zweiten Platz belegte.

## Modus
Wie im Vorjahr nahmen vier Mannschaften an der Liga teil. Diese spielten in einer Doppelrunde insgesamt je viermal gegeneinander, sodass jede Mannschaft zwölf Spiele zu absolvieren hatte. Für einen Sieg nach regulärer Spielzeit wurden drei Punkte vergeben, ein Sieg nach Verlängerung oder Penaltyschießen brachte zwei Punkte und eine Niederlage nach Verlängerung oder Penaltyschießen gab noch einen Punkt; eine Niederlage nach regulärer Spielzeit wurde nicht bepunktet. Trat eine Mannschaft zu einem Spiel nicht an, wurden ihr drei Punkte abgezogen. Dies traf viermal den Erzurum Büyükşehir Belediyesi SK und einmal den Koç Üniversitesi SK. Der Sieger der Hauptrunde erreichte direkt das Finale, das im Modus best-of-five ausgetragen wurde. Der zweite Halbfinalteilnehmer wurde in einem Ausscheidungsspiel des Zweiten gegen den Dritten ermittelt.

## Hauptrunde
|    | Klub                             | Sp | S  | OTS | OTN | N  | Tore    | Punkte |
| -- | -------------------------------- | -- | -- | --- | --- | -- | ------- | ------ |
| 1. | İzmir Büyükşehir Belediyesi SK   | 12 | 11 | 0   | 0   | 1  | 113:028 | 33     |
| 2. | Zeytinburnu Belediye SK          | 12 | 9  | 0   | 0   | 3  | 183:061 | 27     |
| 3. | Koç Üniversitesi SK              | 12 | 3  | 0   | 0   | 9  | 036:115 | 06     |
| 4. | Erzurum Büyükşehir Belediyesi SK | 12 | 1  | 0   | 0   | 11 | 021:149 | –9     |

Sp = Spiele, S = Siege, N = Niederlagen, OTS = Overtime-Siege, OTN = Overtime-Niederlage

## Ausscheidungsspiel
- 5. März 2015: Zeytinburnu Belediyesi SK – Koç Üniversitesi SK 23:3

## Finale
- 8. März 2015: İzmir Büyükşehir Belediyesi SK – Zeytinburnu Belediyesi SK 5:6 n. V.
- 9. März 2015: İzmir Büyükşehir Belediyesi SK – Zeytinburnu Belediyesi SK 4:8
- 11. März 2015: Zeytinburnu Belediyesi SK – İzmir Büyükşehir Belediyesi SK 5:0 (kampflos)